# Districte de Seftigen

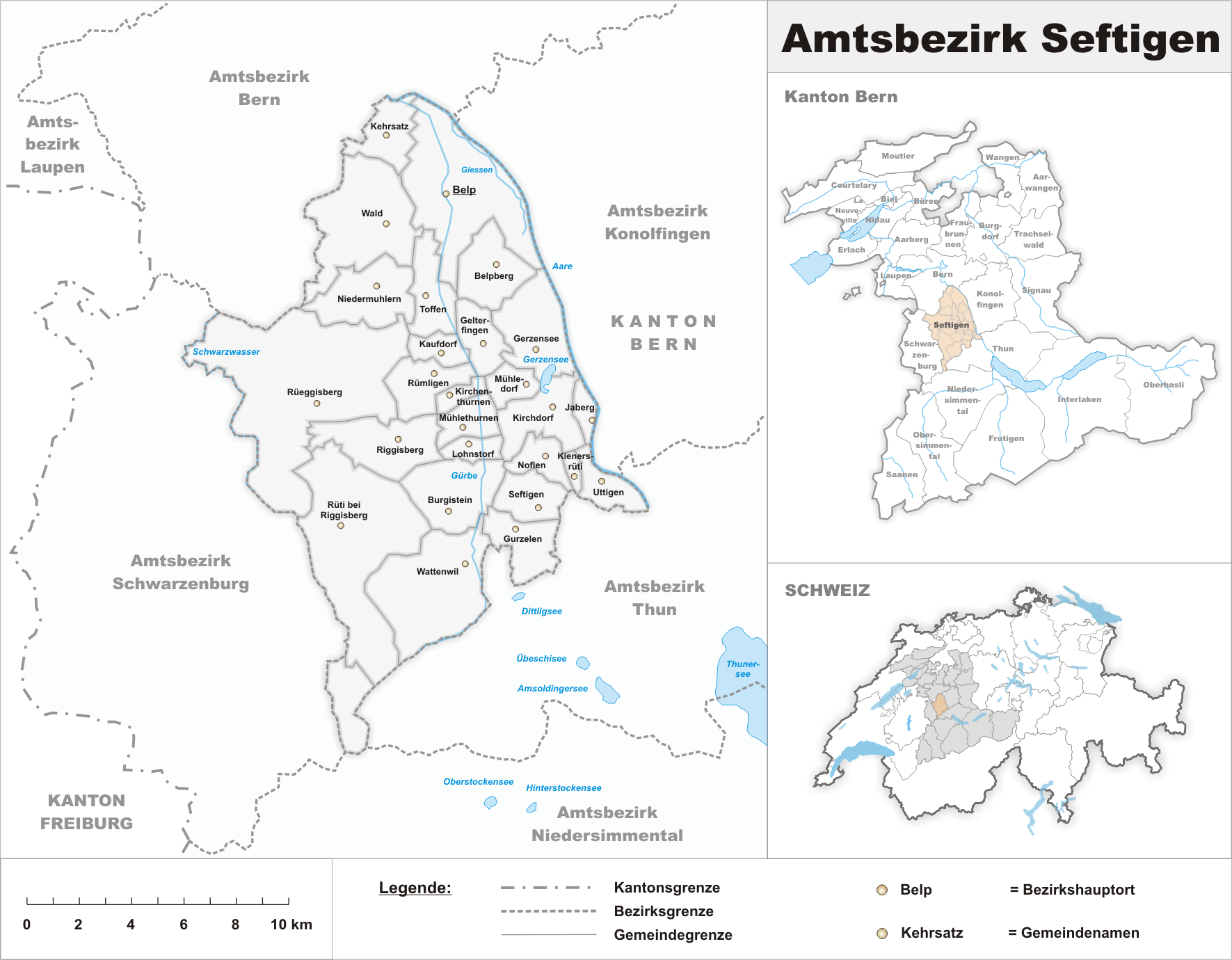
El districte de Seftigen

El districte de Seftigen és un dels 26 districtes del Cantó de Berna (Suïssa), té 36739 habitants (cens de 2007) i una superfície de 189 km². El cap del districte és Belp està format per 26 municipis. Es tracta d'un districte amb l'alemany com a llengua oficial.

## Municipis
| Municipi       | Habitants (31. Dez. 2007) | Superfície en km² |
| -------------- | ------------------------- | ----------------- |
| Belp           | 9682                      | 17.6              |
| Belpberg       | 384                       | 5.7               |
| Burgistein     | 1057                      | 7.5               |
| Gelterfingen   | 250                       | 3.5               |
| Gerzensee      | 994                       | 7.8               |
| Gurzelen       | 779                       | 4.5               |
| Jaberg         | 275                       | 1.3               |
| Kaufdorf       | 954                       | 2.1               |
| Kehrsatz       | 3840                      | 4.4               |
| Kienersrüti    | 50                        | 0.8               |
| Kirchdorf      | 849                       | 6.1               |
| Kirchenthurnen | 277                       | 1.3               |
| Lohnstorf      | 228                       | 1.8               |
| Mühledorf      | 236                       | 2.3               |
| Mühlethurnen   | 1294                      | 2.9               |
| Niedermuhlern  | 538                       | 7.2               |
| Noflen         | 234                       | 2.7               |
| Riggisberg     | 2344                      | 29.9              |
| Rüeggisberg    | 1898                      | 35.7              |
| Rümligen       | 465                       | 4.7               |
| Seftigen       | 2095                      | 3.9               |
| Toffen         | 2439                      | 4.9               |
| Uttigen        | 1745                      | 3.0               |
| Wald           | 1141                      | 13.3              |
| Wattenwil      | 2721                      | 14.5              |
| Total (25)     | 36'739                    | 189.4             |

## Divisions municipals en la dècada de 2000

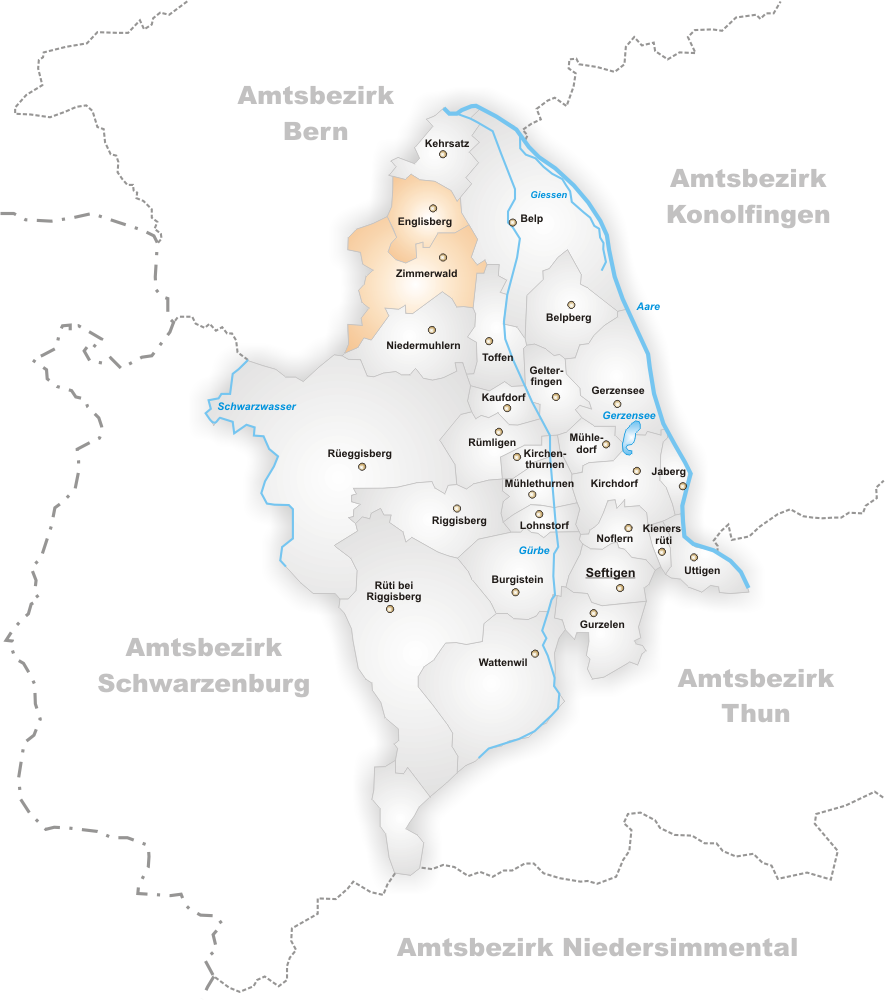
Gemeinden bis 2003
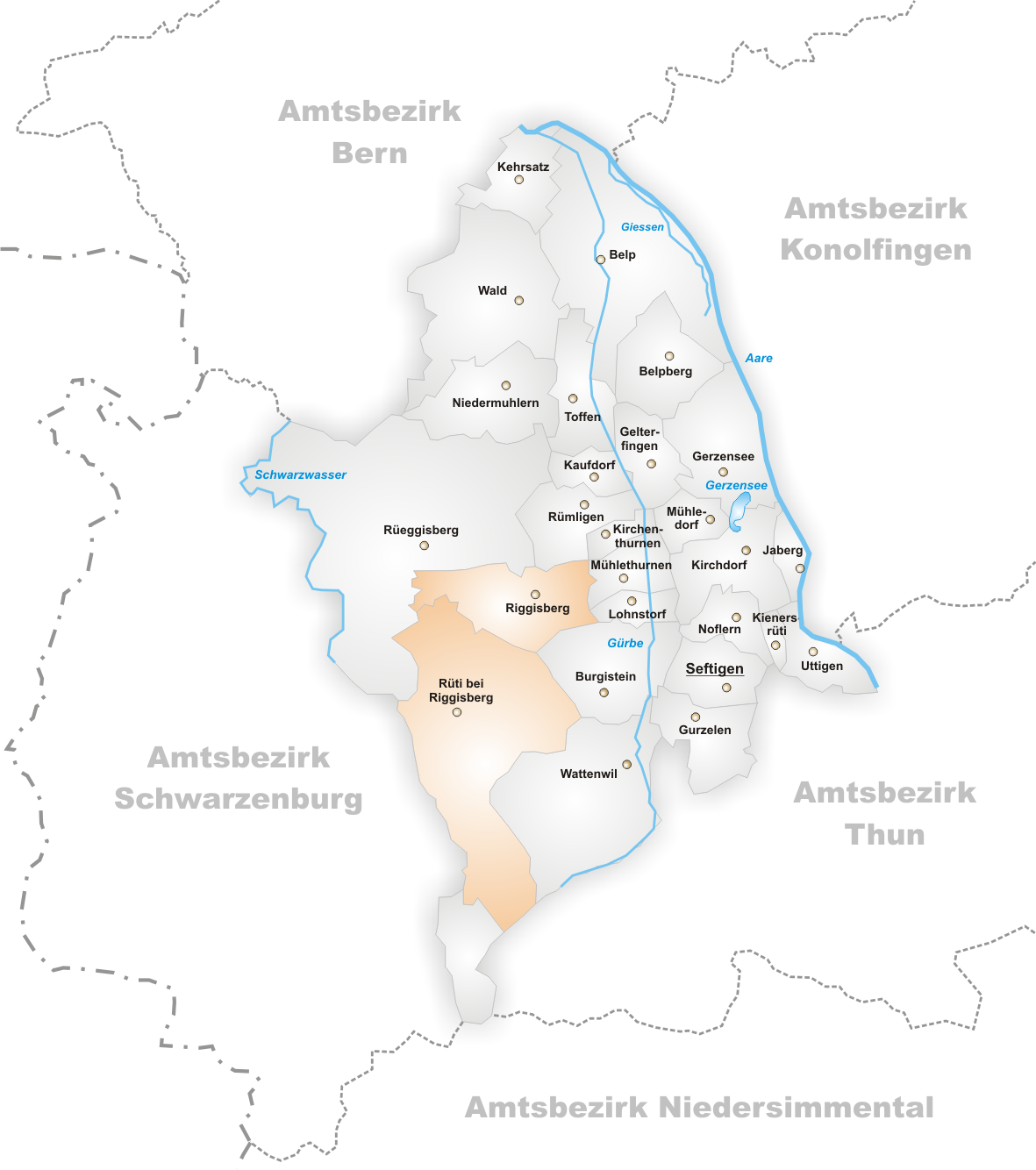
Gemeinden bis 2008

### Fusions
- 2004: Englisberg i Zimmerwald → Wald
- 2009: Riggisberg i Rüti bei Riggisberg → Riggisberg